# Abatiá
Abatiá é um município brasileiro do estado do Paraná.

## Etimologia
Abatiá é vocábulo tupi que significa grão de milho. De abati ou ybatim: milho (por ubá ou ybá: fruto; tim: afilado, pontudo); e á: grão. semente.

## História
A história de Abatiá começou quando na metade do ano de 1925, pelos pioneiros João Carvalho, Antonio Maria, Cândido Coelho, João Ramalheiro, João Vicente e Manoel José Pereira, foram trazidas suas famílias a tiracolo e chegaram nas terras banhadas pelo Rio Laranjinhas, mais precisamente no local que conheciam pelo nome de Lajeado. Os pioneiros foram os fundadores de um povoado, o que, de modo efetivo, teria acontecido. Isso se deve a esses desbravadores de coragem que fundaram o núcleo, que deu origem ao atualmente conhecido município de Abatiá.
O primeiro nome que o pequeno povoado recebeu foi Lajeado. Essa denominação faz referência a geografia e também à história do local. De maneira posterior, com a maioria das famílias que ali se fixavam, o núcleo recebeu a denominação de Patrimônio de Carvalhópolis, nome este que homenageava o pioneiro e líder comunitário, senhor João Carvalho.
De maneira efetiva, o que constituiu-se em atração para os primeiros habitantes que passaram a morar no lugar, foi o fato de existir o solo de terras roxas de grande fertilidade, disponibilidade e clima que favorece a cafeicultura. Na época do "boom" colonizador do Paraná Setentrional, o acontecimento histórico que motivou a cafeicultura em Abatiá foi a chegada de Lord Lovat e seu grupo de capitalistas ingleses que chegaram na região a serviço da Companhia de Terras Norte do Paraná. A responsabilidade dessa empresa de capital britânico era colonizar um terreno cuja área era da ordem de 545 mil alqueires.
A cafeicultura era um negócio de excelente qualidade, cuja legislação que motivou foi Convênio de Taubaté, sendo este firmado no ano de 1906 como uma aliança, entre os estados brasileiros de São Paulo, Rio de Janeiro e Minas Gerais. A proibição taxativa prevista pela legislação foi de aumentar a área onde os camponeses pudessem plantar a rubiácea, naqueles estados. Foram favorecidas por esse convênio as numerosas fazendas que surgiram. A atividade econômica primária dessas fazendas foi a cafeicultura, que permitiu aos núcleos urbanos que se proliferassem na região, que hoje em dia os geógrafos e historiadores a conhecem pelo nome de norte pioneiro e que fora constituído numa grande área despovoada no fim das primeiras décadas do século XX.
A elevação do Patrimônio de Carvalhópolis à categoria de Distrito Administrativo ocorreria em 1939, passando a fazer parte do município de Santo Antônio da Platina (na ocasião, o Governo do Paraná alterou a sua denominação para Lajeado). O Interventor Federal Manoel Ribas assinou o Decreto-Lei Estadual nº 199, de 30 de dezembro de 1943, legislação esta que deu permissão para que o distrito perdesse o antigo nome de Lajeado, passando a se chamar Abatiá.
Em 10 de outubro de 1947, o governador do paraná, Moisés Lupion, sancionou a a Lei Estadual nº 02, sendo esta a legislação que criou o município de Abatiá, quando este se desmembrou de Santo Antônio da Platina, instalado oficialmente no dia 17 de outubro de 1947. O governo estadual da época nomeou, para o cargo de primeiro prefeito de Abatiá, o Sr. Augusto Pereira de Avellar Seixas.
De acordo com o censo demográfico de 1950, a população do município era de 10 830 habitantes sendo que, deste total, a população rural era de 9 581, demonstrando que a principal atividade econômica do município sempre foi o setor agropecuário (com predomínio da cafeicultura).

## Geografia
Possui uma área de 228,717 km² (representando 0,1149 % do Paraná), 0,0407 % da região e 0,0027 % de todo o território brasileiro. Localiza-se a uma latitude 23°18'14" sul e a uma longitude 50°18'46" oeste, estando a uma altitude de 620 metros. Sua população estimada em 2020 era de 7 408 habitantes.

### Demografia
Índice de Desenvolvimento Humano (IDH-M): 0,710
- IDH-M Renda: 0,608
- IDH-M Longevidade: 0,744
- IDH-M Educação: 0,779

## Administração
- Prefeito:  Nelson Garcia Junior
- Vice-prefeito: Santo da Oficina